# Agabus setulosus
Agabus setulosus är en skalbaggsart som först beskrevs av J. Sahlberg 1895.  Agabus setulosus ingår i släktet Agabus och familjen dykare. Enligt den finländska rödlistan är arten nära hotad i Finland. Arten är reproducerande i Sverige. Artens livsmiljö är bäckar. Inga underarter finns listade i Catalogue of Life.